# 哈里森鎮區 (伊利諾伊州溫納貝戈縣)
哈里森鎮區（英語：Harrison Township）是位於美國伊利諾伊州溫納貝戈縣的一個行政鎮區。

## 地方資料
根據2010年美國人口普查的數據，哈里森鎮區的面積為64.10平方千米，當中陸地面積為63.70平方千米，而水域面積為0.40平方千米。當地共有人口251人，而人口密度為每平方千米3.92人。